# Mădălin Mihăescu
Mădălin Licuță Mihăescu (sinh ngày 21 tháng 10 năm 1988) là một cầu thủ bóng đá người România thi đấu ở vị trí tiền vệ phòng ngự cho đội bóng Liga 2 CSA Steaua București.